# Datummärkning

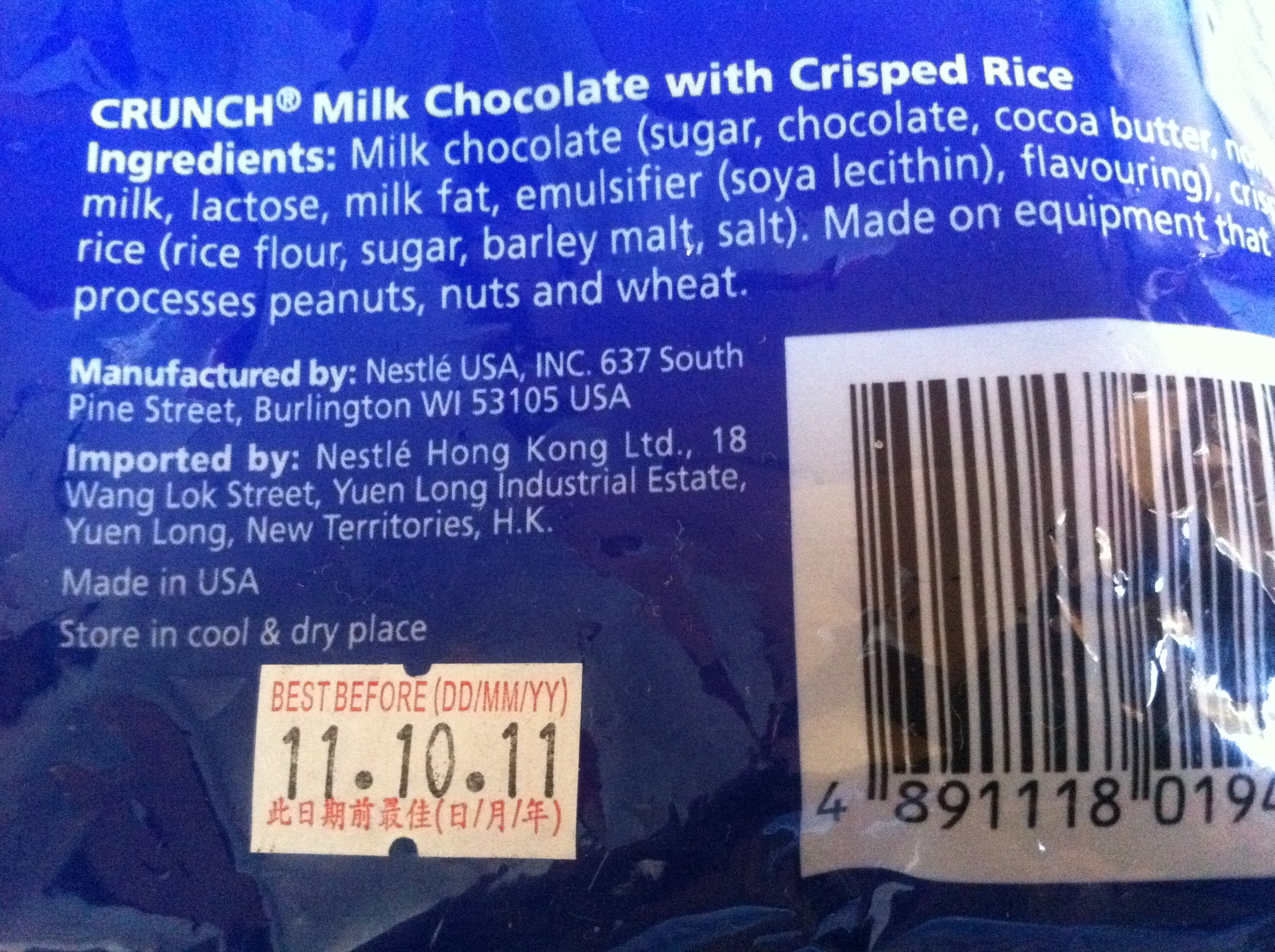
Datummärkning längst ner.

Datummärkning innebär att det på olika förbrukningsvaror anges ett datum som talar om hur länge produktens normala kvalitet förväntas vara bibehållen, under förutsättning att eventuella förvaringsanvisningar efterföljs. Vanligtvis gäller datummärkningen oöppnad förpackning. I många fall kan produkter som förvaras rätt hålla minst lika länge i öppnad förpakning, medan för andra förändras hållbarhetstiden drastiskt efter att förpackningen öppnats.
Exempel på varor med datummärkning är livsmedel, läkemedel och hygienartiklar.

## Datummärkning
Datummärkningen sätts av den som ansvarar för produkten, vanligtvis tillverkaren eller förpackaren.
Man skiljer på två typer av datummärkning:
- Sista förbrukningsdag används för exempelvis färsk fisk, rå kyckling och köttfärs och är mycket viktig att följa. Förtäring efter angivet datum kan vara förenad med hälsofara, till exempel botulism. Efter datumet råder försäljningsförbud.[3][4]
- Bäst före talar om hur länge tillverkaren anser att produkten är bäst. Produkter håller ofta längre än "bäst före"-datumet. Undantaget är känsliga livsmedel som vakuumförpackad lax.[3]

### Sverige
Livsmedelsverket har beslutat att förpackade livsmedel, med vissa undantag, skall vara märkta med bäst före-datum eller sista förbrukningsdag. Undantag finns för till exempel hela frukter och grönsaker, vin, salt, socker, tuggummi och portionsförpackad glass.

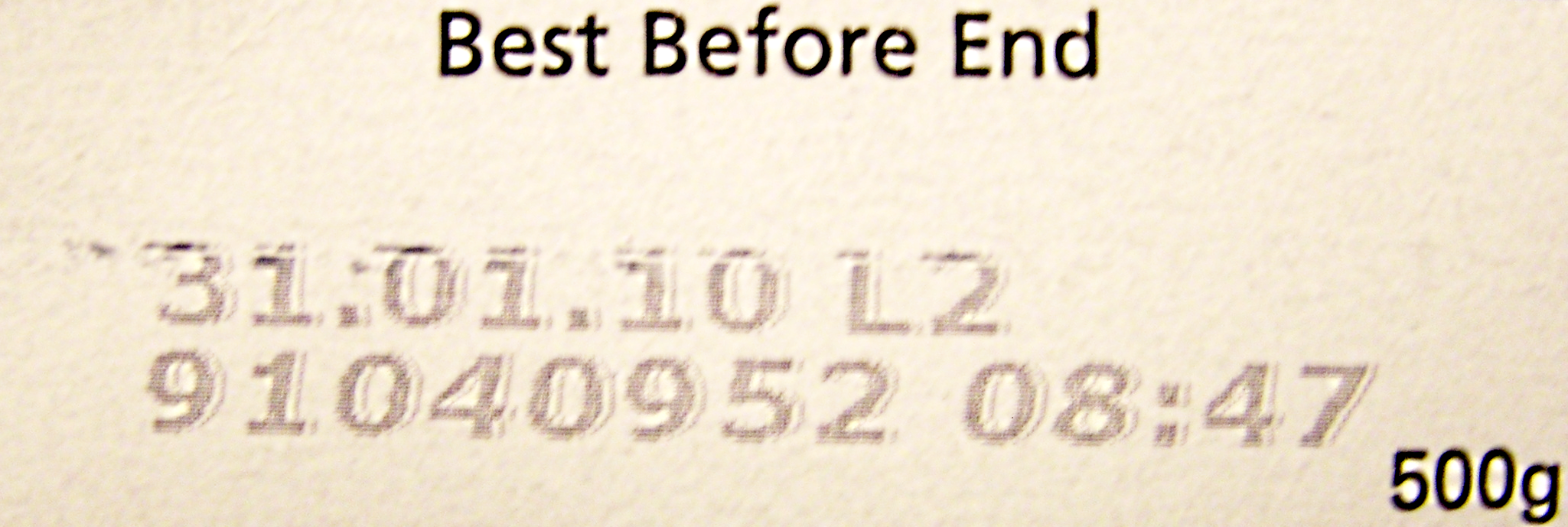
Bäst före-märkning

Standard för hur märkningen anges är i ordningen dag månad år:
- "Bäst före 29 02 2012"
- "Bäst före 29 02 12"
- "Bäst före 29 februari 2012"
- "Bäst före 29 FEB 12"

Formatet kan te sig förvirrande och omvänt då det skiljer sig från den antagna, och oftast använda, ISO-standarden för format på datum som lyder år–månad–dag. Anledningen till detta är enligt Livsmedelsverket att datummärkning på livsmedel beslutades innan ISO-standarden antogs. 
För varor som håller kortare än tre månader räcker det med att ange dag månad. På varor som håller längre än 18 månader räcker det att ange enbart årtal. Till exempel betyder "Bäst före utgången av 2012" att 31 december 2012 är det datum då produkten går ut.
Ofta anges även förpackningsdag.

### Märkning och försäljning av datummärkta livsmedel i Sverige
Det är tillåtet att sälja livsmedel som passerat bäst före-datum under förutsättning att varan är tjänlig. Det är alltid säljaren som gör bedömningen och som har ansvaret.
Det är förbjudet att sälja livsmedel som passerat sista förbrukningsdag. Säljaren går i god för att livsmedlet kan förtäras den sista förbrukningsdagen utan att det innebär en hälsorisk.
I normalfallet är det förbjudet att ändra produktens datum.

## Förtäring av datummärkta och datumlösa livsmedel
Produkter med bäst före-datum är avsedda att hålla längre än datumet, under förutsättning att produkterna förvaras och hanteras korrekt. Ofta finns förvaringsanvisningar på förpackningarna. Den faktiska hållbarhetstiden beror ofta på flera faktorer, därför finns det inga exakta gränser för hur länge man kan förvara varorna i tjänligt skick. Ofta kan man använda syn, lukt och smak för att avgöra om livsmedel är användbara. Många livsmedel går även frysa in och på så sätt kan man förlänga hållbarheten ytterligare för färska livsmedel.
Rökt och gravad fisk ska förtäras i stort sett omedelbart efter att förpackningen är öppnad. Det är särskilt viktigt för riskgrupper, som kan råka ut för till exempel listeriaförgiftning, såsom gravida. Andra mycket känsliga livsmedel är kyckling, köttfärs, organ och rå korv som har den mer strikta märkningen sista förbrukningsdag. Öppnande av vakuumförpackningar påverkar i hög grad hållbarheten.
Mjukt bröd håller sig i allmänhet minst någon vecka innan det börjar mögla, medan knäckebröd som förvaras torrt och svalt kan hålla nästan hur länge som helst. I mögligt bröd sprider sig möglets mycel så mycket att det är förenat med hälsofara att förtära överhuvudtaget.[källa behövs] Att färdigköpt mjukt bröd ofta håller sig längre än en vecka beror inte nödvändigtvis på tillsatser, utan ofta att det produceras under mycket hygieniska förhållanden som förlänger hållbarheten. Surdegsbröd håller i allmänhet längre än annat mjukt bröd. Bröd bör inte förvaras i kylskåp eftersom det då lätt blir torrt och smuligt.
Marmelad och salsasåser har ofta lång hållbarhet, även efter att förpackningen öppnats. Salsasåser som utvecklat mögel ska däremot kasseras direkt. Är det lite mögel i sylt med sockerhalt över 50 procent kan man skrapa bort möglet och äta resten, eftersom den höga sockerhalten gör mögelbildningen ytlig. 
Oöppnad hårdost håller ofta några veckor längre än bäst före-datum innan den börjar mögla. Det är viktigt att den förvaras fuktfritt för att inte utveckla mögel i förtid. På hårdost kan man skära bort det mögliga med någon centimeters marginal och använda resten. Det finns ingen risk för akut toxicitet om man äter möglig ost. Om osten riskerar att bli dålig kan man riva ner den och frysa in den rivna osten för att på så sätt förlänga hållbarheten.
Hållbarhetstiden på mjölk och många andra mejeriprodukter beror på förvaringstemperatur och årstid. Viktigast för hållbarheten är att mjölken förvaras svalt och då håller den ofta längre än bäst före. Mjölk som stått i rumstemperatur i flera timmar riskerar däremot att bli dålig före angivet datum. Mjölk kan användas så länge smak och doft är bra.
Frukt och grönsaker saknar ofta datummärkning. Dessa förvaras helst i sina respektive förpackningar, som skydd mot skrumpning och påskyndat mognande. Frukt eller grönsaker som skrumpnat eller vissnat något kan förtäras utan risk. De flesta grönsaker och en del frukter håller bäst när de förvaras svalt, exempelvis i en grönsakslåda i kylskåpet. Förpackningar som förvaras svalt kan med fördel vara något öppnade eller innehålla lufthål i syfte att undvika kondens. Banan, ananas, gurka och aubergine ska däremot inte förvaras i kylskåp, med risk för köldskador.
Potatis ska hanteras varsamt, förvaras mörkt och helst också svalt. Förvaras den svalt tar det längre tid innan den gror och mjuknar. Potatis som skadas och utsätts för ljus kan utveckla det giftiga ämnet solanin. Livsmedelsverket rekommenderar att potatisens gröna fläckar skärs bort med god marginal för att minimera riskerna. För skadefri potatis med groddar räcker det med att avlägsna groddarna. Har det gröna spridit sig i hela potatisen, ska den slängas.
Oljor kan förvaras i rumstemperatur, men fettet riskerar då att härskna. Oljor som förvaras svalt får förlängd hållbarhet. Vissa oljor stelnar i kylskåp men återfår sin flytande form i rumstemperatur.
Smör som enbart förvaras i kylskåp håller minst en månad längre än datummärkningen anger. Smöret kan konsumeras så länge det ser bra ut, luktar bra och smakar bra.
Bäst före-datum på ägg avser förvaring i rumstemperatur, vilket är vanligt i många länder. Förvaras råa ägg svalt i kylskåp förlängs hållbarheten med flera veckor efter angivet bäst före-datum. Kokta ägg kan förvaras i uppemot en vecka i kylskåp.
För frysta livsmedel beror hållbarheten på typ av livsmedel. För maximal hållbarhet bör man förpacka i lufttäta förpackningar. I frysen växer inga bakterier och det är ofarligt att äta livsmedel som varit frysta länge, däremot kan produkterna bli torra och smaka illa. Feta livsmedel såsom charkprodukter med hög fetthalt kan försämras efter någon månad, medan exempelvis grönsaker vanligtvis håller sig i ett år eller längre.
Oskalade nötter har en hållbarhetstid på flera år. Skalade nötter har kortare hållbarhet och bör hellre förvaras i kylskåp än i rumstemperatur. Nötter med mögel ska inte ätas på grund av risk för mögelgifter.
Konserver har vanligen ett eller flera års hållbarhetstid. Bäst före-datumet på konserver gäller oöppnad konserv. Innehållet i öppnade konserver förvaras i kylskåp och hållbarhetstiden beror då mycket på vad det är för något. Ibland framgår på etiketten hur länge innehållet i den öppnade konserven är hållbart. Svenska Livsmedelsverket avråder från förvaring av livsmedel i öppnade konservburkar på grund av att det då finns risk att tenn sprider sig. Istället kan man föra över innehållet till ett annat förvaringskärl.
Torrvaror som förvaras torrt och svalare än rumstemperatur håller oftast längre än datumet. Det är ofarligt att äta utgångna torrvaror, men vissa kan härskna, vilket gör att det smakar illa.
Tillagad mat och matrester kan normalt förvaras flera dagar i kylskåp, ibland uppemot en vecka. För att minimera risken för sjukdom och maximera hållbarhetstiden är det viktigt att den tillagade maten undviker direkt solljus, kyls ner snabbt efter tillagning och att kylskåpstemperaturen är cirka 4 grader Celsius. Även om maten kan förvaras i upp till 8 grader Celsius, ger den lägre temperaturen längre hållbarhet.

### Kritik mot datummärkningen
Under 2000-talet har kritik riktats mot datummärkningen "bäst före". Främsta skäl till kritiken handlar om hur konsumenterna som ett resultat av märkningen felaktigt tolkar "bäst före"-datumet som "sista hållbarhetdag" och i onödan slänger maten vilket därmed skapar stora mängder onödigt matsvinn. Dels kritiseras den eftersom många konsumenter inte luktar och smakar på varor utan stirrar sig blinda på ett datum, som egentligen bara är en indikator om när varan beräknas hålla högsta kvalitet. Det skapar onödigt matsvinn. Hur länge maten faktiskt klarar sig beror slutligen dels på hur maten transporterats och förvarats mellan kyl/fryskedjor, dels temperaturen den förvaras vid, hur den därefter hanteras vid öppning och annat. Livsmedelsverket menar att datumet är tilltaget med god marginal och manar till att man ska lukta och smaka innan man slänger. Bäst-före datumet bör ses som en viktig indikator på hur länge maten är att betrakta som bäst kvalitetsmässigt, men inte hur länge den är tjänlig som människoföda, eller ens hur länge den håller hög kvalitet. I Danmark används benämningen "mindst holdbar til" (minst hållbar till) istället för "bäst före". Enligt Livsmedelsverket har Danmark inte lägre matsvinn än Sverige.
År 2016 beslutade sig Ica för att ändra texten "Bäst före" till "Minst hållbar till" på förpackningarna till några yoghurtprodukter i syfte att uppmärksamma kunderna på märkningens egentliga betydelse och försöka minska matsvinnet. Reglerna kring märkningen styrs dock av EU-lagstiftning och därför kan inte ett enskilt land, som Sverige, ändra märkningen utan att EU-lagstiftningen ändras. Däremot är det tillåtet för en producent att skriva en upplysning till konsumenterna som ett tillägg på förpackningen, under förutsättning att övriga krav på frivillig information uppfylls.